# Fêtes du Maitrank

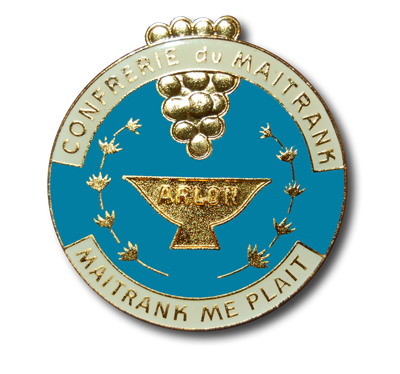
Médaille de la Confrérie du Maitrank d'Arlon.

Les Fêtes du Maitrank désignent une manifestation culturelle et folklorique ayant lieu dans la ville belge d'Arlon, dans la province de Luxembourg, traditionnellement le quatrième weekend du mois de mai.
Elle a pour but de fêter et déguster le maitrank, boisson locale à base de vin de Moselle luxembourgeoise et d'aspérule odorante, qui fleurit au mois de mai, d'où le nom de Maitrank qui signifie « boisson de mai » en luxembourgeois, langue vernaculaire traditionnelle du Pays d'Arlon.
Il s'agit de l'une des grandes manifestations annuelles de la ville, avec le Carnaval d'Arlon.

## Déroulement
Les cérémonies débutent par le cortège traditionnel de la Confrérie du Maitrank et des autorités locales afin d'ouvrir la fontaine de Maitrank qui marque le début des festivités. Celles-ci se poursuivent tout le weekend dans le centre d'Arlon où la boisson se vend dans de nombreux kiosques et bars de la ville et où se déroulent des concerts et un bal populaire.